# ビーチ・ファレ

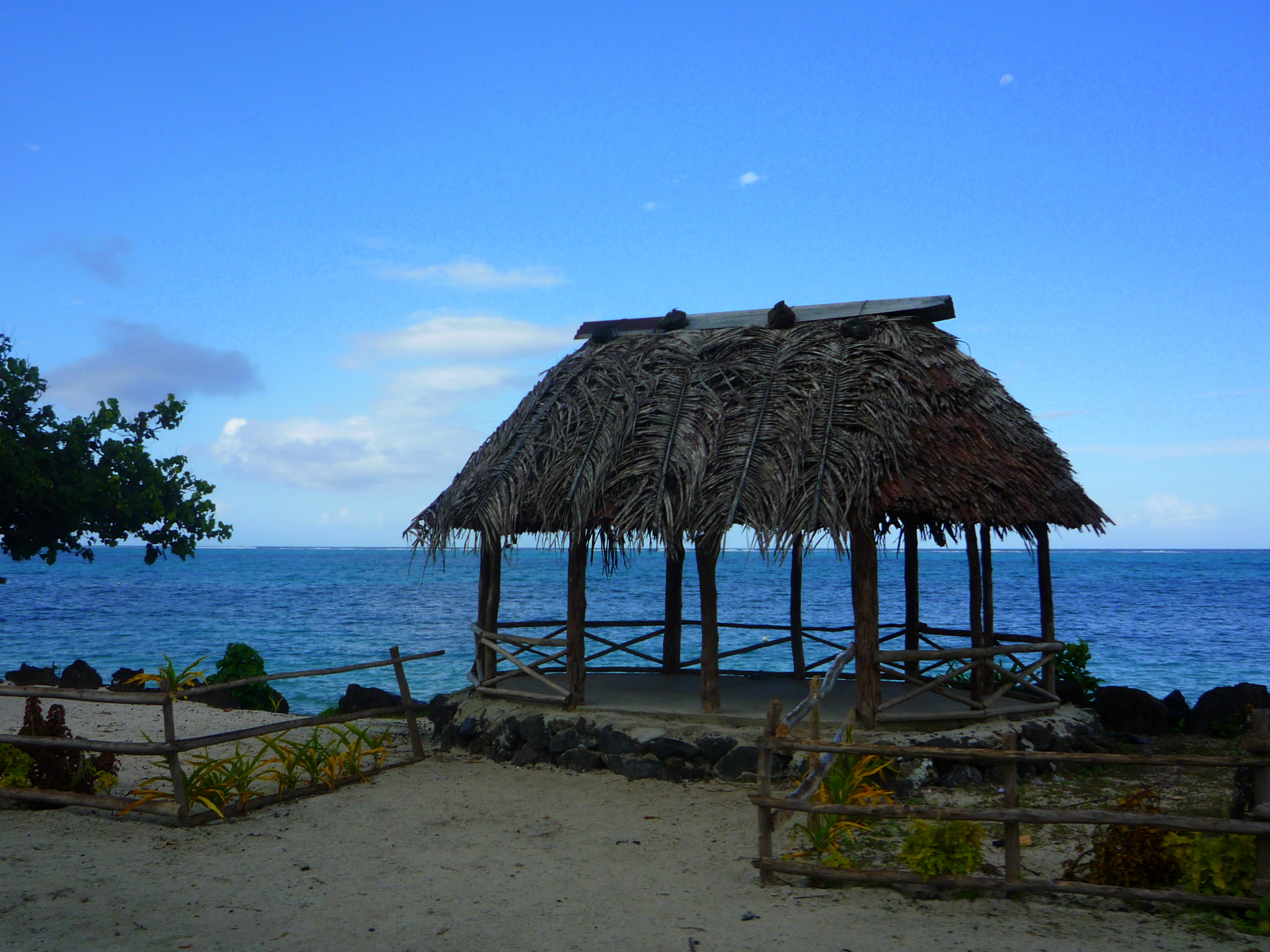
サモアの「ビーチ・ファレ」

ビーチ・ファレ（英語: Beach fale）は、サモアの建築で、シンプルな茅葺き小屋である。それははポリネシアの他の地域でもよく見られる。海岸沿いに位置する低予算の宿泊施設として、観光地で人気を集めている。柱が数本あり、壁がなく、円形または楕円形の茅葺き屋根で建てられている。
ファレという言葉は、サモア語であらゆる種類の建物を指す。同様の言葉は、マオリ語のファーレ（Whare）など、他のポリネシア諸語でも使用されている。
サモアの言葉では、これらの簡素な小屋はファレ・オオとも呼ばれる。こうした小屋は、ドラゴンボートのための追加の保管場所やスペースを提供する村で一般的である。
ビーチ・ファレは通常、村の海岸沿いにある。サモアでは、ビーチ・ファレを訪問者に貸し出すことは、家族に追加収入をもたらす一般的な手段として利用される。

## ファレ・テレ

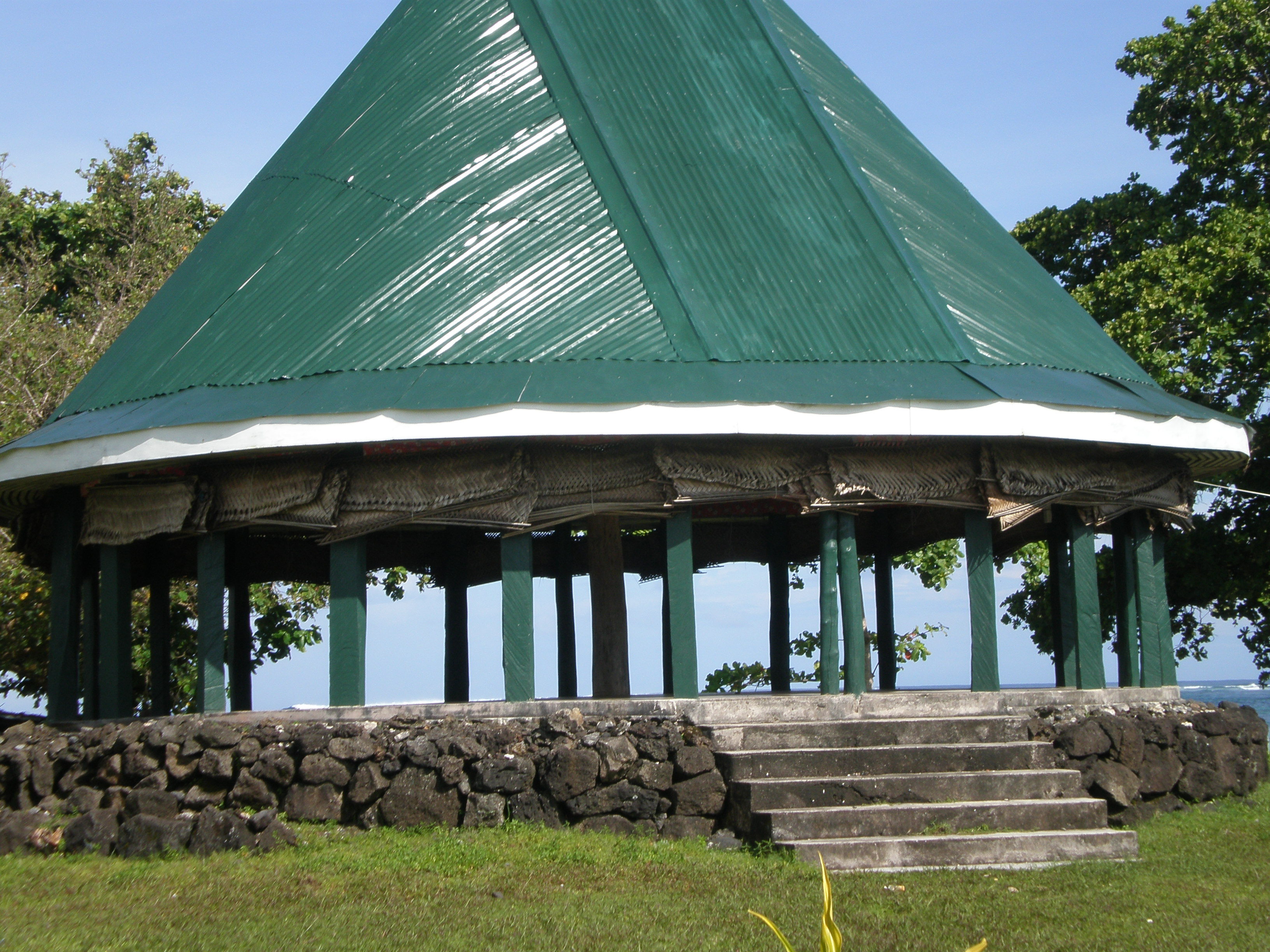
ファレ・テレ

ビーチ・ファレとは別に、ファレ・テレ（Fale tele）はサモアの伝統的な大きな家で、集会所またはゲストハウスとして使われる。

## 写真集

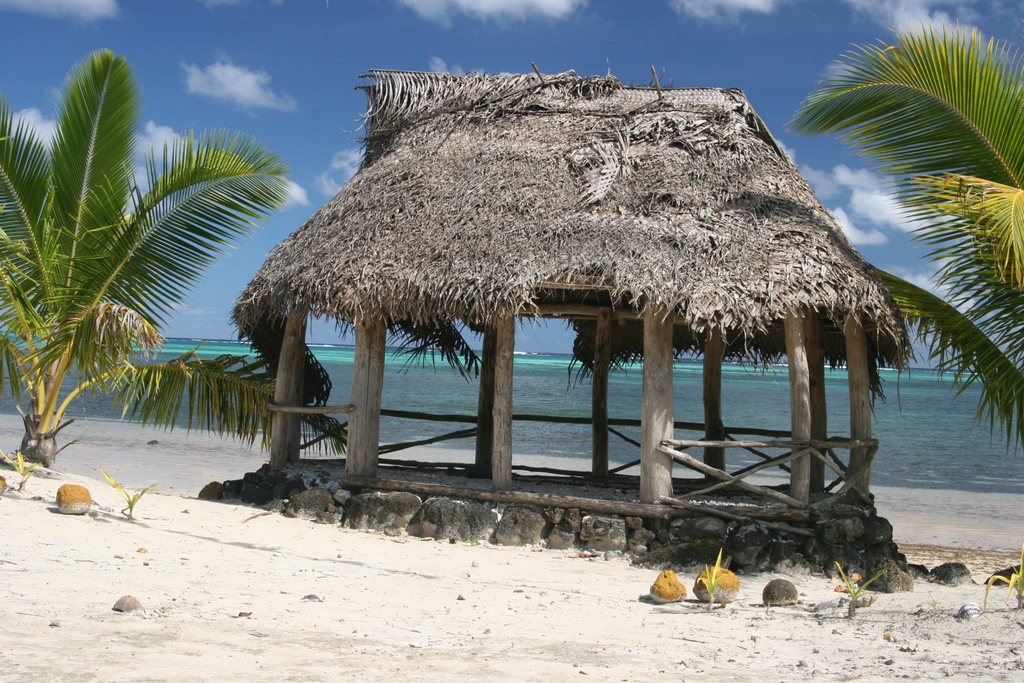
マノノ島のビーチ・ファレ
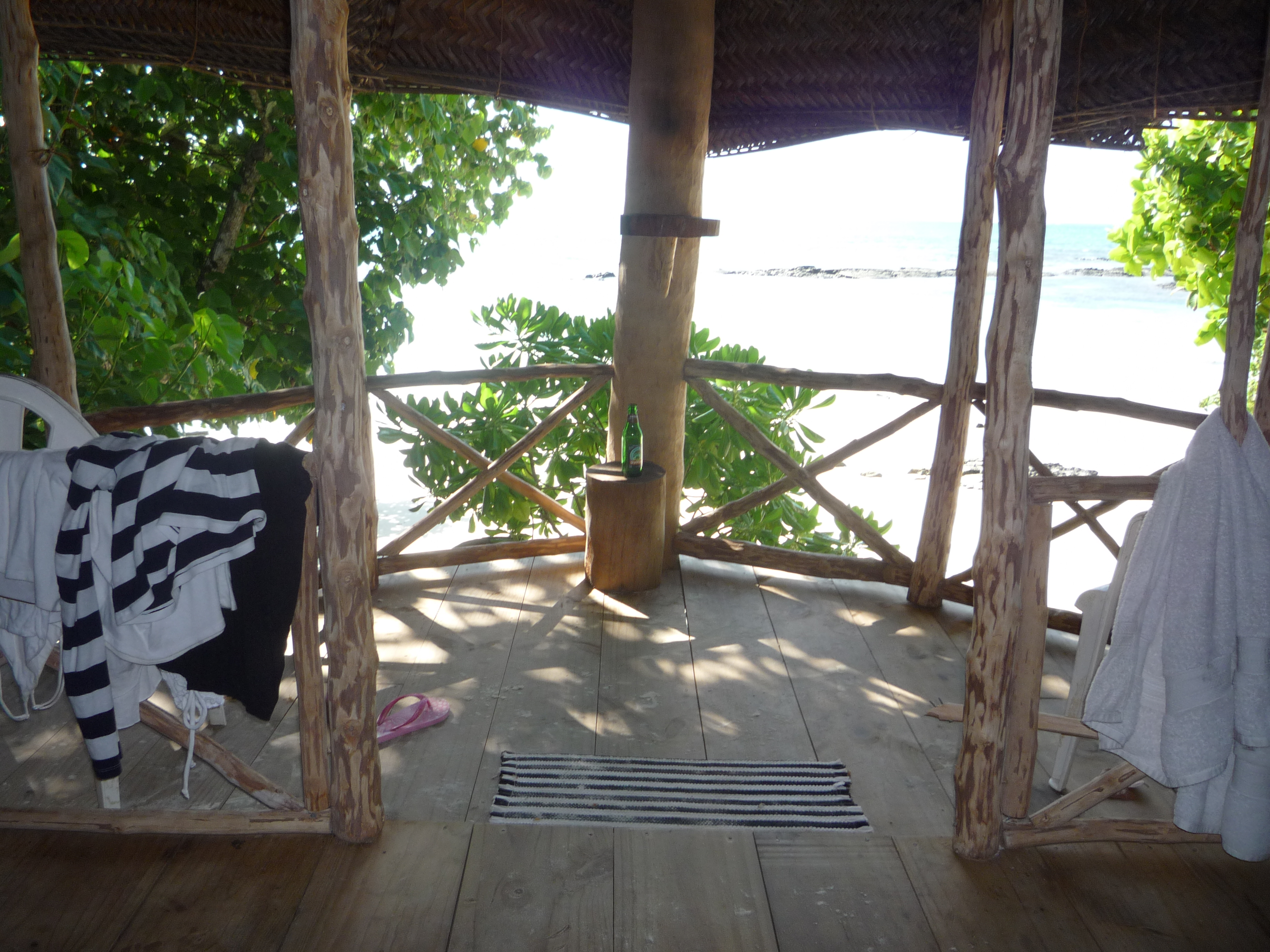
ビーチ・ファレの内部
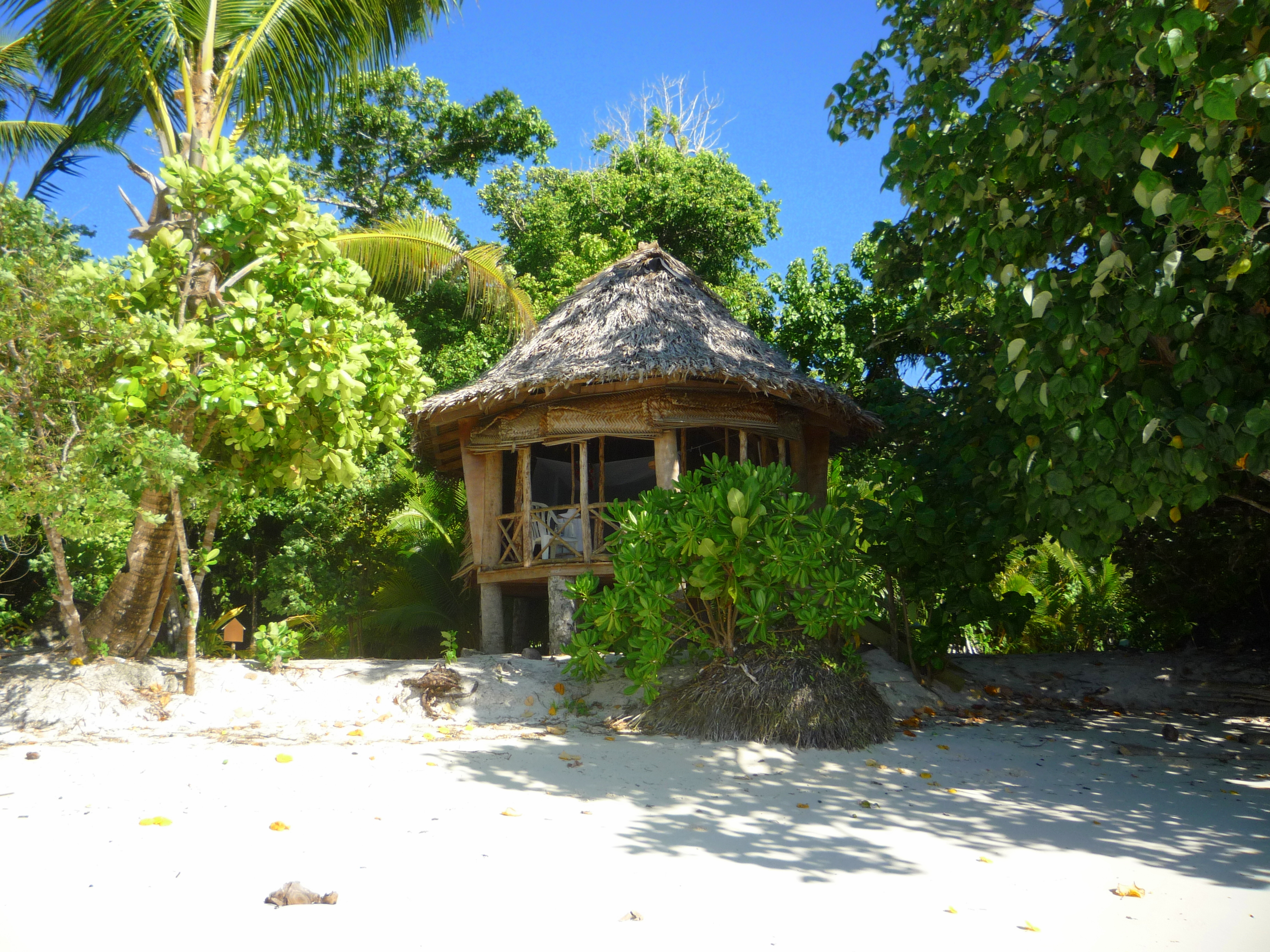
サモアの代表的ファレ
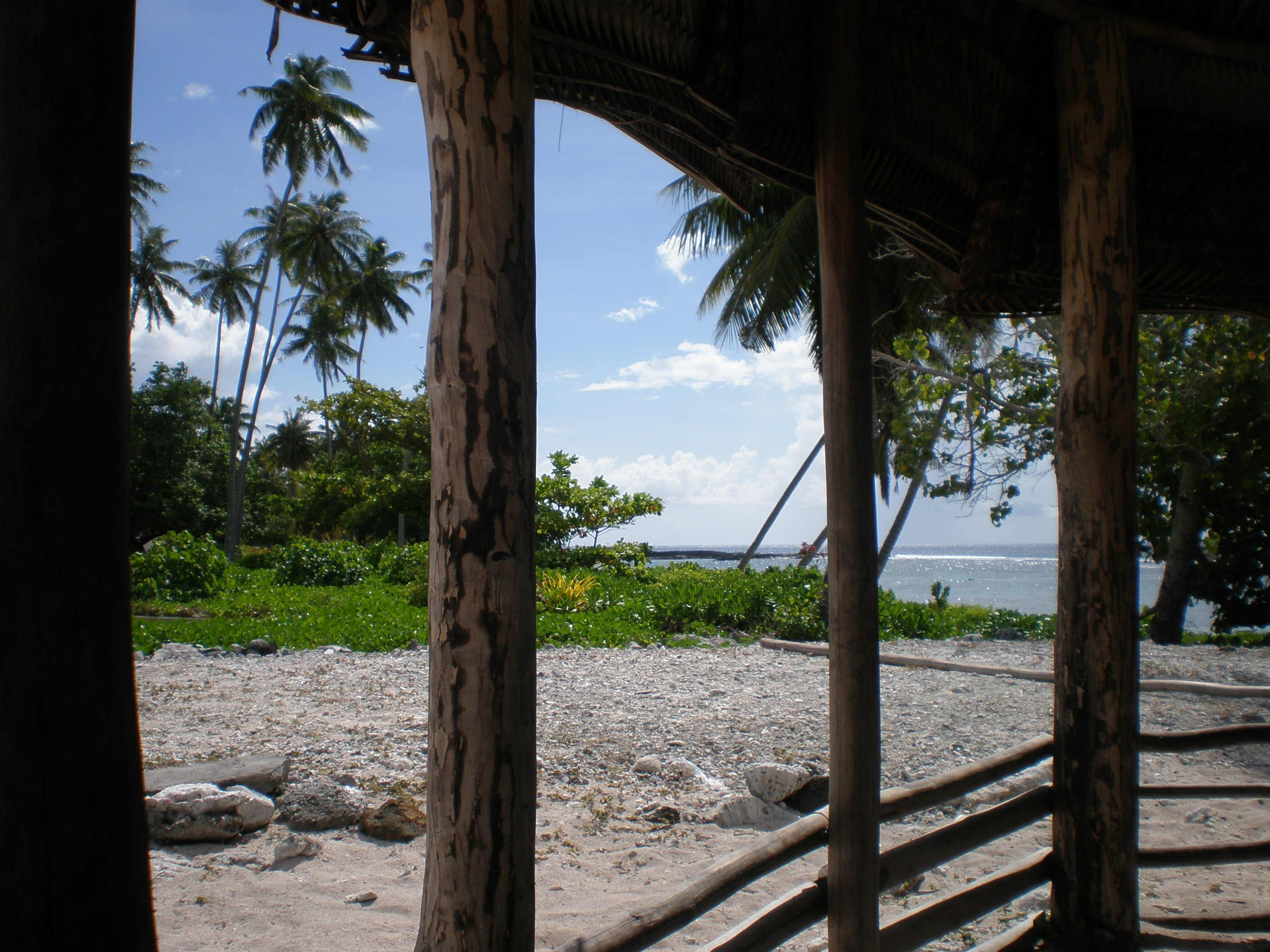
ビーチ・ファレから外を見る
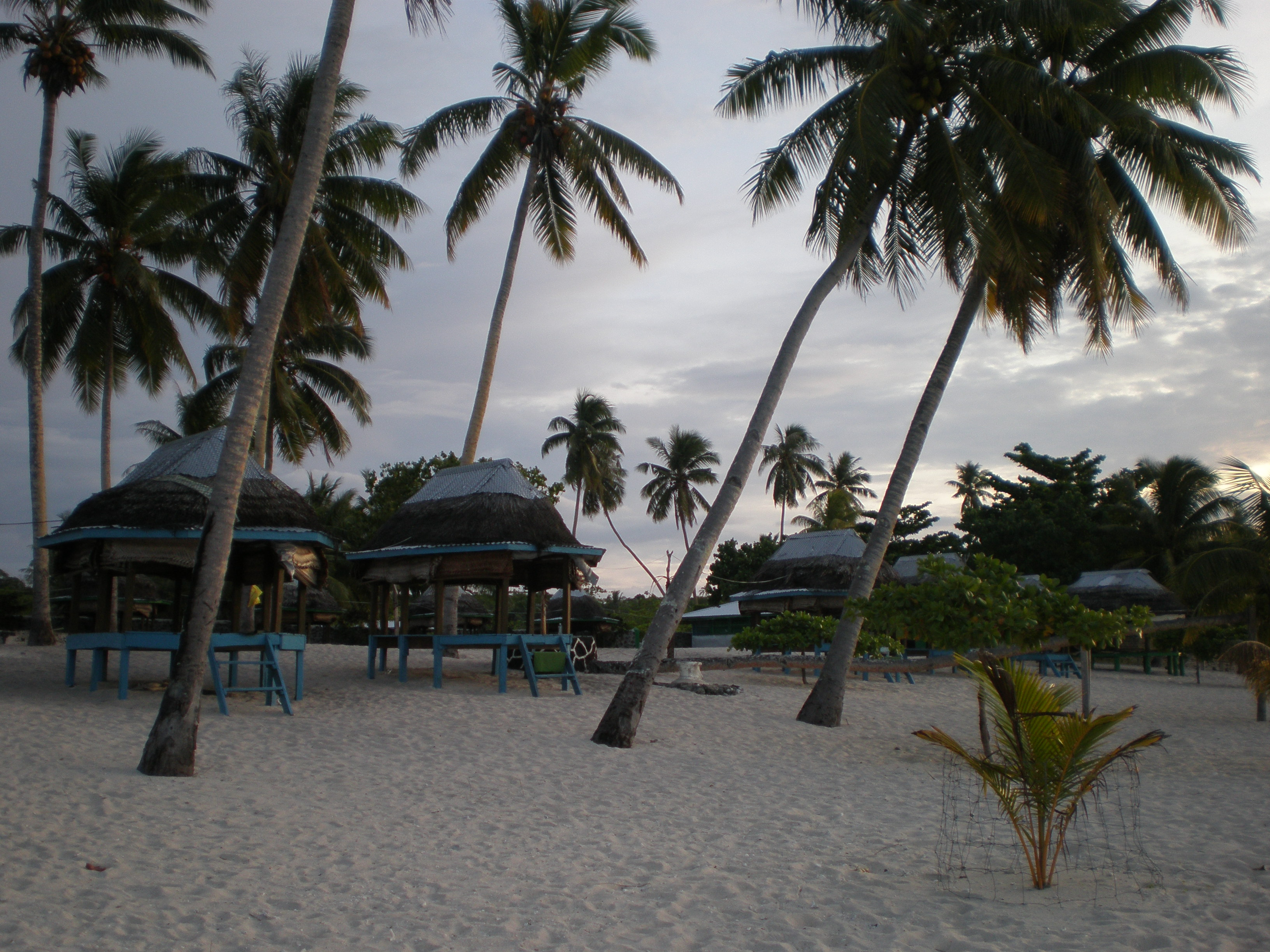
サモアで最大のサバイイ島のビーチ・ファレ

## 参照項目
- ハワイのハレ（Hale）
- マオリのファーレ (Whare)
- サモアの建築